# Mornac-sur-Seudre
Mornac-sur-Seudre é uma comuna francesa localizada no departamento de Charente-Maritime na região administrativa da Nova Aquitânia, no sudoeste da França.
Pertence à rede das As mais belas aldeias de França.